# Urticina felina
Urticina felina là một hải quỳ trong chi Urticina trong họ Actiniidae. Chúng sinh sống ở bắc Đại Tây Dương, Biển Bắc và Biển Baltic. Các đồng âm gồm Tealia crassicornis (Müller, 1776), Tealia felina (Linnaeus, 1761), và Urticina crassicornis (Müller, 1776). Màu sắc khác nhau. Chúng thường bám vào đá ở đáy biển từ khu vực nông thủy triều thấp đến khu vực sâu 100 mét. Chúng ăn cá nhỏ và loài giáp xác. Chúng làm con mồi tê liệt bằng cách bắn các tế bào gây nhức nhối vào con mồi.